# تیم دوچرخه‌سواری گلوریا
تیم دوچرخه‌سواری گلوریا (انگلیسی: Gloria) یک تیم دوچرخه‌سواری در کشور ایتالیا بوده.
این تیم در سال ۱۹۲۷ تأسیس و در سال ۱۹۴۲ منحل شده‌است، تیم گلوریا در سال‌های ۱۹۳۴، ۱۹۳۸ و ۱۹۴۰ در بخش تیمی جیرو دیتالیا به مقام قهرمانی دست پیدا کرده است.